# Adam Blair

a Compétitions nationales et continentales officielles uniquement.

b Matchs officiels uniquement.
Adam Blair, né le 23 mars 1986 à Whangarei, est un joueur de rugby à XIII néo-zélandais évoluant au poste de pilier dans les années 2000 et 2010. Il a fait ses débuts en National Rugby League avec le Storm de Melbourne en 2006, il rejoint pour trois ans les Tigers de West en 2012 puis signe en 2015 aux Broncos de Brisbane. Titulaire en club, il est sélectionné en équipe de Nouvelle-Zélande pour la coupe du monde 2008 qu'il remporte.

## Palmarès
- Collectif :
  - Vainqueur de la Coupe du monde : 2008.
  - Finaliste de la Coupe du monde de rugby à neuf : 2019 (Nouvelle-Zélande).
  - Finaliste du Tournoi des Quatre Nations : 2016 (Nouvelle-Zélande).